# Les Matelles
Les Matelles is een gemeente in het Franse departement Hérault (regio Occitanie). De gemeente werd op 1 januari 2017 overgeheveld van het arrondissement Montpellier naar het arrondissement Lodève. Les Matelles telde op 1 januari 2022 2.068 inwoners.

## Geografie
De oppervlakte van Les Matelles bedroeg op 1 januari 2022 16,81 vierkante kilometer; de bevolkingsdichtheid was toen 123 inwoners per km².

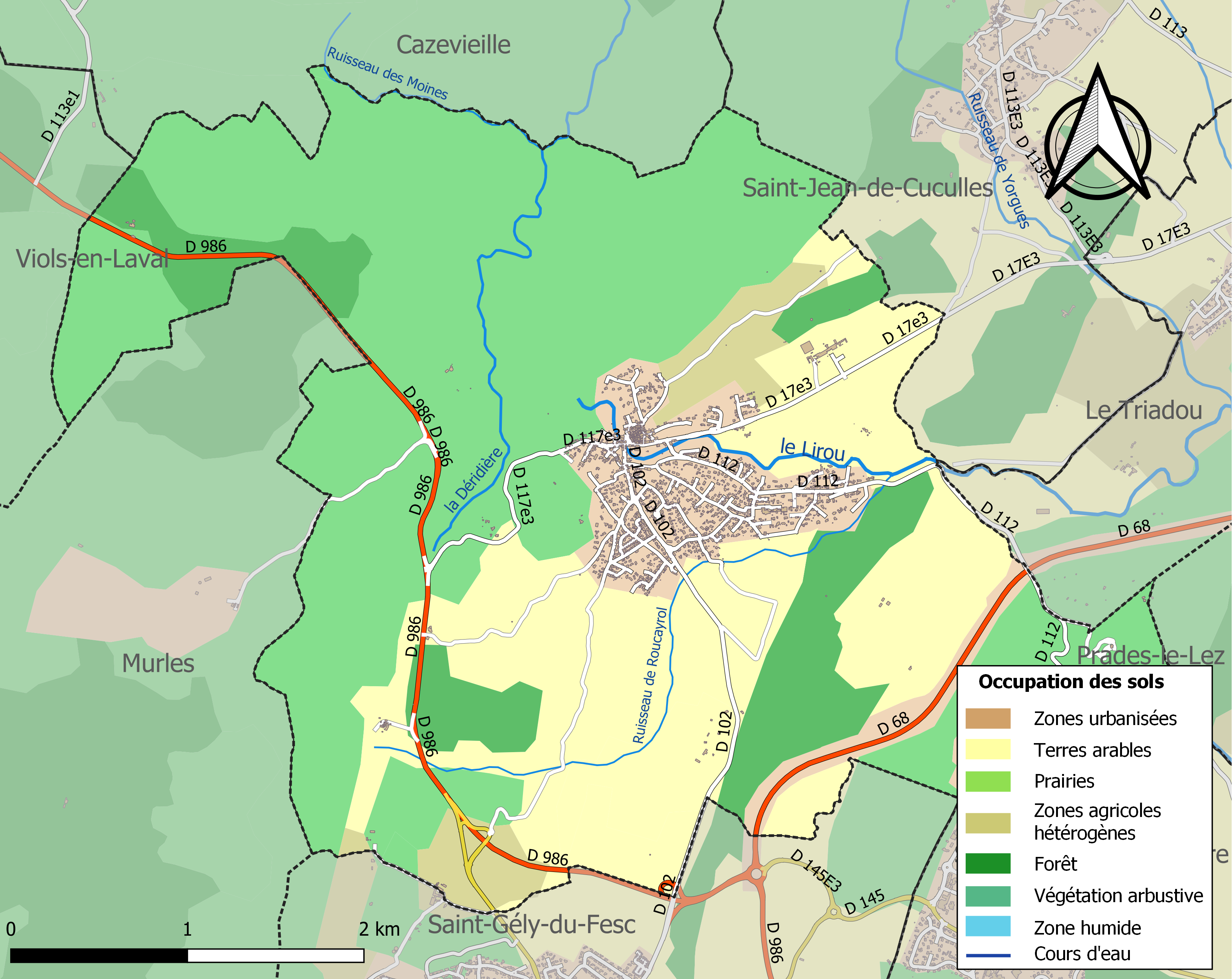
Kaart van de gemeente met belangrijkste infrastructuur, bodemgebruik en omliggende gemeenten

## Demografie
Onderstaande figuur toont het verloop van het inwonertal (bron: INSEE-tellingen).